# Tour de France 2014/13. Etappe
Die 13. Etappe der Tour de France 2014 fand am 18. Juli 2014 statt und führte von Saint-Étienne über 197,5 km nach Chamrousse. Im Verlauf der Etappe gab es einen Zwischensprint nach 169,5 km sowie eine Bergwertung der ersten, eine Wertung der dritten Kategorie und eine Bergankunft der Hors Catégorie. Damit zählte die Etappe als Hochgebirgsetappe, es gingen 177 Fahrer an den Start.

## Rennverlauf
Nach einer hektischen Anfangsphase der Etappe, in welcher Marcel Kittel und Jurgen Van Den Broeck stürzten, gab es etliche Attacken und Gegenattacken. An der ersten Bergwertung des Tages bildete sich dann eine fünfköpfige Spitzengruppe, bestehend aus Giovanni Visconti, Alessandro De Marchi, Blel Kadri, Kristijan Đurasek und Daniel Oss, welche kurz vor der Bergwertung Begleitung von Bartosz Huzarski und Brice Feillu erhielten. Unmittelbar nach der Bergwertung der dritten Kategorie auf dem Col de la Croix de Montvieux, welche von Visconti vor Kadri gewonnen wurde, bekam das Septett Begleitung von Rudy Molard und Jan Bakelants, womit die Gruppe des Tages stand.
Zu Beginn des Anstieges zum Col de Palaquit hatte sich der Vorsprung der Ausreißer auf unter zwei Minuten verringert. Durch verschiedene Angriffe am Anstieg konnten sich Kadri, Bakelants und De Marchi nun alleine an der Spitze etablieren. 57,5 Kilometer vor dem Ziel setzte sich schließlich De Marchi von seinen beiden letzten Begleitern ab und versuchte mit einer Solofahrt, die Etappe zu gewinnen. Im Peloton wechselten sich die Teams Astana und Sky nun mit der Tempoarbeit ab. Obwohl viele Fahrer abgehängt wurden, hatte von den verbliebenen Hauptfavoriten nur Michał Kwiatkowski Probleme zu folgen. Der Bergpreis, welcher 45,5 Kilometer vor dem Ziel abgenommen wurde, wurde von De Marchi gewonnen, welcher 1:10 min vor Bakelants und 1:38 min vor Maté lag. Das Hauptfeld überquerte die Linie mit einem Rückstand von 2:45 min.
Die im Tal gelegene Sprintwertung gewann De Marchi vor Bakelants. Das Hauptfeld, welches in der Abfahrt Maté eingeholt hatte, bestritt den Zwischensprint mit einem Rückstand von 3:41 min. Bei Beginn der eigentlichen Auffahrt nach Chamrousse betrug der Vorsprung von De Marchi noch 42 Sekunden auf Bakelants und zweieinhalb Minuten auf das Peloton, in welchem zu diesem Zeitpunkt die Movistar-Mannschaft das Tempo übernahm. Diese Tempoverschärfung konnten die Favoriten Kwiatkowski und Rodríguez nicht mitgehen. Die Mannschaft von Vincenzo Nibali übernahm nun die Tempoarbeit und holte De Marchi 13,8 Kilometer vor dem Ziel ein. 12,5 Kilometer vor Schluss fiel mit Richie Porte einer der Hauptkonkurrenten von Nibali zurück. Schließlich attackierte Valverde und nur Pinot und Nibali konnten ihm folgen. 6,7 Kilometer vor dem Ziel griff Nibali an und setzte sich an die Spitze. 2,4 Kilometer vor dem Ziel lagen Valverde und Pinot bereits 41 Sekunden hinter Nibali, der das Ziel schließlich mit zehn Sekunden Vorsprung als Erster erreichte. Die verbleibenden Positionen und Abstände wurden auf dem letzten, etwas flacherem Kilometer ausgefahren. Majka, der über die ganze Attacke hinweg keine Führungsarbeit leistete, besiegte König im Sprint und sicherte sich den zweiten Etappenplatz. Auch die restlichen Plätze wurden in Sprints in den jeweiligen Gruppen ausgefahren.

## Aufgaben
- Janier Acevedo (GRS): Aufgabe während der Etappe
- Daniel Navarro (COF): Aufgabe während der Etappe
- Arthur Vichot (FDJ): Aufgabe während der Etappe
- Alexander Porsew (KAT): außerhalb der Karenzzeit geblieben

## Punktewertungen
| Zwischensprint in Saint-Martin-d’Hères nach 169,5 km auf 214 m |             |                              |         |
| 1.                                                             | Italien     | Alessandro De Marchi (CAN)   | 20 Pkt. |
| 2.                                                             | Belgien     | Jan Bakelants (OPQ)          | 17 Pkt. |
| 3.                                                             | Belgien     | Greg Van Avermaet (BMC)      | 15 Pkt. |
| 4.                                                             | Frankreich  | Jérémy Roy (FDJ)             | 13 Pkt. |
| 5.                                                             | Frankreich  | Arnold Jeannesson (FDJ)      | 11 Pkt. |
| 6.                                                             | Frankreich  | Thibaut Pinot (FDJ)          | 10 Pkt. |
| 7.                                                             | Spanien     | José Joaquín Rojas Gil (MOV) | 9 Pkt.  |
| 8.                                                             | Niederlande | Lieuwe Westra (AST)          | 8 Pkt.  |
| 9.                                                             | Estland     | Tanel Kangert (AST)          | 7 Pkt.  |
| 10.                                                            | Frankreich  | Mickaël Chérel (ALM)         | 6 Pkt.  |
| 11.                                                            | Belgien     | Jurgen Van Den Broeck (LTB)  | 5 Pkt.  |
| 12.                                                            | Australien  | Adam Hansen (LTB)            | 4 Pkt.  |
| 13.                                                            | Frankreich  | Pierre Rolland (EUC)         | 3 Pkt.  |
| 14.                                                            | Italien     | Vincenzo Nibali (AST)        | 2 Pkt.  |
| 15.                                                            | Australien  | Richie Porte (SKY)           | 1 Pkt.  |

| Etappenziel in Chamrousse nach 197,5 km auf 1730 m |                    |                              |         |
| 1.                                                 | Italien            | Vincenzo Nibali (AST)        | 20 Pkt. |
| 2.                                                 | Polen              | Rafał Majka (TCS)            | 17 Pkt. |
| 3.                                                 | Tschechien         | Leopold König (TNE)          | 15 Pkt. |
| 4.                                                 | Spanien            | Alejandro Valverde (MOV)     | 13 Pkt. |
| 5.                                                 | Frankreich         | Thibaut Pinot (FDJ)          | 11 Pkt. |
| 6.                                                 | Vereinigte Staaten | Tejay van Garderen (BMC)     | 10 Pkt. |
| 7.                                                 | Frankreich         | Romain Bardet (ALM)          | 9 Pkt.  |
| 8.                                                 | Niederlande        | Laurens ten Dam (BEL)        | 8 Pkt.  |
| 9.                                                 | Frankreich         | Jean-Christophe Péraud (ALM) | 7 Pkt.  |
| 10.                                                | Luxemburg          | Fränk Schleck (TFR)          | 6 Pkt.  |
| 11.                                                | Spanien            | Haimar Zubeldia (TFR)        | 5 Pkt.  |
| 12.                                                | Belgien            | Jurgen Van Den Broeck (LTB)  | 4 Pkt.  |
| 13.                                                | Niederlande        | Bauke Mollema (BEL)          | 3 Pkt.  |
| 14.                                                | Frankreich         | Pierre Rolland (EUC)         | 2 Pkt.  |
| 15.                                                | Portugal           | Rui Costa (LAM)              | 1 Pkt.  |

## Bergwertungen
| Col de la Croix de Montvieux Kategorie 3 nach 24,0 km auf 812 m 8,0 km bei 4,1 % |            |                         |        |
| 1.                                                                               | Italien    | Giovanni Visconti (MOV) | 2 Pkt. |
| 2.                                                                               | Frankreich | Blel Kadri (ALM)        | 1 Pkt. |

| Col de Palaquit Kategorie 1 nach 152,0 km auf 1154 m 14,1 km bei 6,1 % |            |                            |         |
| 1.                                                                     | Italien    | Alessandro De Marchi (CAN) | 10 Pkt. |
| 2.                                                                     | Belgien    | Jan Bakelants (OPQ)        | 8 Pkt.  |
| 3.                                                                     | Spanien    | Luis Ángel Maté (COF)      | 6 Pkt.  |
| 4.                                                                     | Frankreich | Jérôme Pineau (IAM)        | 4 Pkt.  |
| 5.                                                                     | Spanien    | Joaquim Rodríguez (KAT)    | 2 Pkt.  |
| 6.                                                                     | Frankreich | Thibaut Pinot (FDJ)        | 1 Pkt.  |

| Chamrousse Kategorie HC nach 197,5 km auf 1730 m 18,2 km bei 7,3 % |                    |                              |         |
| 1.                                                                 | Italien            | Vincenzo Nibali (AST)        | 50 Pkt. |
| 2.                                                                 | Polen              | Rafał Majka (TCS)            | 40 Pkt. |
| 3.                                                                 | Tschechien         | Leopold König (TNE)          | 32 Pkt. |
| 4.                                                                 | Spanien            | Alejandro Valverde (MOV)     | 28 Pkt. |
| 5.                                                                 | Frankreich         | Thibaut Pinot (FDJ)          | 24 Pkt. |
| 6.                                                                 | Vereinigte Staaten | Tejay van Garderen (BMC)     | 20 Pkt. |
| 7.                                                                 | Frankreich         | Romain Bardet (ALM)          | 16 Pkt. |
| 8.                                                                 | Niederlande        | Laurens ten Dam (BEL)        | 12 Pkt. |
| 9.                                                                 | Frankreich         | Jean-Christophe Péraud (ALM) | 8 Pkt.  |
| 10.                                                                | Luxemburg          | Fränk Schleck (TFR)          | 4 Pkt.  |